# 文雅龍屬
文雅龍屬又名秀龍，是大鼻龍類恐龍的一個屬，生活在中侏羅世，化石是在中國四川省的大山鋪地層發現的。牠的名字來自古希臘語的「αβρος」和「σαυρος」，意即「精緻的蜥蜴」。如同其他蜥腳下目的恐龍，文雅龍是四足的植食性恐龍，但體型卻略為小型，身長不大於9米長。牠的頭呈方型，在頭頂上有高出的拱形物，以包含鼻孔。

## 命名
文雅龍的屬名是因其頭顱骨的特徵而來，牠的頭顱骨有以修長的骨柱支撐著很大的開口。文雅龍屬的唯一已知種為模式種東坡文雅龍（A. dongpoi），是以11世紀生於四川的中國詩人蘇東坡命名。
文雅龍的命名是一個漫長的過程。文雅龍是在1984年發現，並在1986年中國古生物學家歐陽輝的博士論文中首次提及，並名為大鼻文雅龍（Abrosaurus gigantorhinus）。由於其不符合國際動物命名法規的正式命名過程，所以被認為是無資格名稱，但這個無資格名稱卻仍被引用多次。歐陽輝遂於1989年將牠正式命名為「Abrosaurus dongpoensis」。但拉丁語字尾的「-ensis」是指「來自某地的」，牠的名字才又改為以男性命名的「-i」為後綴。而目前的正式學名為「Abrosaurus dongpoi」。

## 分類
文雅龍最初被分類為圓頂龍科，但最新的研究並不把牠分類在特定的科上，而是種基礎大鼻龍類恐龍，類似圓頂龍。可是，文雅龍的化石卻沒有被完全描述，使得牠的分類很難得到確定。

## 化石
文雅龍的正模標本是一個接近完整的頭顱骨，並且保存狀況良好。另一個破碎的頭顱骨及骨骼也被歸類於文雅龍，但是卻沒有任何文獻提及。所有的化石都是發現於中國自貢市的大山鋪，並且保存在當地的恐龍博物館。大山鋪的下沙溪廟地層已發現文雅龍與至少四種蜥腳下目恐龍。這個地層估計約為中侏羅紀的巴通階至卡洛維階，約是在1億6800萬-1億6100萬年前。